# Masaaki Higashiguchi
Masaaki Higashiguchi (jap. 東口 順昭, Higashiguchi Masaaki ; * 12. Mai 1986 in der Präfektur Osaka) ist ein japanischer Fußballspieler.

## Karriere
Masaaki Higashiguchi (Spitzname: Higashi) begann das Fußballspielen bei FC OWLS Inter Hirono. Danach spielte er bei mehreren Jugendteams, unter anderem bei der Jugendmannschaft von Gamba Osaka an der Rakunan-Oberschule in Kyōto und an der Fukui University of Technology. Bei der Universiade 2008 wurde Higashi mit dem MVP Award ausgezeichnet, woraufhin sowohl sein ehemaliger Verein Gamba Osaka als auch der Verein Albirex auf ihn aufmerksam wurden und ihn verpflichten wollten. Higashi wechselte 2009 zu Albirex.
Er gab sein Debüt in der ersten japanischen Liga, als er am 13. März 2010 beim Spiel gegen Júbilo Iwata in der 75. Spielminute für Takaya Kurokawa eingewechselt wurde. Nach 3 Jahren und 10 Monaten in Niigata wechselte Higashi am 1. Januar 2014, zu seinem ehemaligen Verein aus der Jugend, zu Gamba Osaka. Sein erstes Spiel absolvierte er am 1. März 2014 gegen Urawa Red Diamonds. Ende 2014 wurde er mit Gamba japanischer Meister. Im gleichen Jahr gewann er mit Gamba den J.League Cup und den Kaiserpokal. Im darauffolgenden Jahr gewann er mit Osaka den Supercup. Das Spiel gegen die Urawa Red Diamonds gewann man mit 2:0.

## Erfolge
Gamba Osaka
- Japanischer Meister: 2014
- Japanischer Ligapokalsieger 2014
- Japanischer Pokalsieger 2014
- Japanischer Pokalfinalist: 2024
- Supercup: 2015